# Sting
Gordon Matthew Thomas Sumner CBE, més conegut pel nom artístic de Sting (Wallsend, Tyne i Wear, Anglaterra, 2 d'octubre de 1951), és un músic anglès considerat per alguns com un dels millors baixistes de rock de tots els temps i un dels més influents de la història, que es va desenvolupar inicialment com a baixista, i més tard com a cantant del grup musical The Police. Té una gran veu que es considera inimitable. Abans de formar part de The Police, Sting va formar part d'un grup de menor importància —també anomenat Sting—, el qual no va gravar discos, només se sap d'una sola data a The Cave Pub on es va consolidar el seu únic recital.
Com a solista i membre de The Police, Sting ha venut més de cent milions d'àlbums, ha rebut més de setze Premis Grammy pel seu treball, rebent el primer Millor Interpretació Rock Instrumental el 1981, i va obtindre una nominació als premis Oscar a la millor cançó.

## Biografia
Degut a la influència de la seva àvia materna irlandesa, Sting abandonà la carrera com a esportista quan només va aconseguir arribar al tercer lloc en la competició anomenada 100 Yard Sprint National Junior Championship. Sting va mostrar un talent natural per a la música, tocant i arreglant les seves pròpies cançons quasi immediatament després d'haver agafat una vella guitarra abandonada del seu tiet a l'edat de 8 anys. En els seus inicis acostumava a fer concerts en el primer lloc que li oferissin. Va tocar en bandes de jazz locals com Phoenix Jazzmen, va editar una maqueta de nou temes amb la seva banda, Last Exit, de la qual era cantant i baixista i un LP en el qual colabora tocant el baix, amb la Newcastle Big Band. El seu nom artístic Sting (que en català significa fibló) prové de l'època que va estar amb el primer d'aquests grups. Una vegada va tocar vestint una samarreta de ratlles negres i grogues, en aquells temps jugava en el segon equip de futbol de Newscastle, i el seu company Gordon Solomon li va dir que semblava una abella, d'aquesta manera tothom li va passar a dir Sting, nom que fa servir des d'aleshores de forma quasi exclusiva, excepte per documents oficials. La cançó Every Breath You Take va merèixer la nominació a millor compositor del món.
Com a solista i com a membre de The Police, Sting ha venut més de cent milions d'àlbums, ha rebut més de setze Premis Grammy pel seu treball, va rebre el primer per millor interpretació de rock en 1981.
Ha fet d'actor en diverses pel·lícules, com Quadrophenia, Dune o Lock, Stock and Two Smoking Barrels.

## Discografia
(Àlbums publicats en solitari, després de la dissolució de The Police.)
- 1985 - The Dream of Blue Turtles (#3 UK, #2 US, vendes US: 3.000.000)
- 1986 - Bring on the Night (#16 UK)
- 1987 - Nothing Like the Sun (#1 UK, #9 US, vendes US: 2.000.000)
- 1988 - ...Nothing Like the Sun (EP)
- 1991 - Soul Cages (#1 UK, #2 US, vendes US: 1.000.000)
- 1993 - Ten Summoner's Tales (#2 UK, #2 US, vendes US: 3.000.000)
- 1994 - Fields of Gold: The Best of Sting 1984-1994 (#2 UK, #7 US, vendes US: 2.000.000)
- 1996 - Mercury Falling (#4 UK, #5 US, vendes US: 1,000,000)
- 1997 - The Very Best of Sting & The Police (#1 UK, #46 US; posicions pel re-llançament del 2002)
- 1999 - Brand New Day (#5 UK, #9 US, vendes US: 3.000.000)
- 1999 - At the Movies (només al Japó)
- 2000 - Dolphins
- 2001 - All This Time (en directe; #3 UK, #32 US, vendes US: 500.000)
- 2003 - Sacred Love (#3 UK, #3 US, vendes US: 500.000)
- 2006 - Songs from the Labyrinth
- 2008 - Rise and Fall (feat. Craig David)
- 2009 - If on a winter's night
- 2010 - Symphonicities
- 2013 - The Last Ship
- 2016 - 57th & 9th
- 2018 - 44/876
- 2019 - My Songs
- 2021 - The Bridge

## Singles d'èxit
(Nota: els números precedits del signe # fan referència al lloc assolit per cada single en les llistes d'èxits britànica (UK) i estatunidenca (US)).
De la banda sonora de Brimstone and Treacle
- 1982 "Spread a Little Happiness" #16 UK

De l'àlbum The Dream of Blue Turtles
- 1985 "If You Love Somebody Set Them Free" #26 UK, #3 US
- 1985 "Russians" #12 UK, #16 US
- 1985 "Fortress Around Your Heart" #8 US
- 1985 "Love Is the Seventh Wave" #17 US

De l'àlbum ...Nothing Like the Sun
- 1987 "We'll Be Together" #7 US
- 1988 "Be Still My Beating Heart" #15 US
- 1990 "Englishman In New York" (remix) #15 UK
- 1990 "Fragile" #7 US

De l'àlbum The Soul Cages
- 1991 "All This Time" #22 UK, #5 US

De l'àlbum Ten Summoner's Tales
- 1992 "It's Probably Me" (amb Eric Clapton) #30 UK
- 1993 "If I Ever Lose My Faith in You" #14 UK, #17 US
- 1993 "Seven Days" #25 UK
- 1993 "Fields of Gold" #16 UK, #23 US

Single sense àlbum
- 1993 "Demolition Man" #21 UK

De la banda sonora de The Three Musketeers
- 1994 "All for Love" (amb Bryan Adams i Rod Stewart) #2 UK, #1 US

De Ten Summoner's Tales
- 1994 "Nothing 'Bout Me" #32 UK

De Fields of Gold: The Best of Sting 1984-1994
- 1994 "When We Dance" #9 UK, #38 US
- 1995 "This Cowboy Song" (feat. Pato Banton) #15 UK

De la banda sonora d'Ace Ventura: When Nature Calls
- 1996 "Spirits in the Material World" (Pato Banton feat. Sting) #36 UK

De Mercury Falling
- 1996 "Let Your Soul Be Your Pilot" #15 UK
- 1996 "You Still Touch Me" #27 UK
- 1996 "I Was Brought to My Senses" #31 UK

De The Very Best of Sting & The Police
- 1997 "Roxanne '97" (remix) (amb The Police) #17 UK

De Brand New Day
- 1999 "Brand New Day" #13 UK
- 2000 "Desert Rose" (feat. Cheb Mami) #15 UK, #17 US
- 2000 "After the Rain Has Fallen" #31 UK

De Slicker Than Your Average (àlbum de Craig David)
- 2003 "Rise & Fall" (Craig David feat. Sting) #2 UK

De Sacred Love
- 2003 "Send Your Love" #30 UK
- 2003 "Whenever I Say Your Name" (Sting ft. Mary J. Blige)
- 2004 "Stolen Car (Take Me Dancing)(ft. will.i.am)"
- 2005 "Never Never" (Never live)